# Mallankinaru
Mallankinaru là một thị xã panchayat của quận Virudhunagar thuộc bang Tamil Nadu, Ấn Độ.

## Nhân khẩu
Theo điều tra dân số năm 2001 của Ấn Độ, Mallankinaru có dân số 11.804 người. Phái nam chiếm 51% tổng số dân và phái nữ chiếm 49%. Mallankinaru có tỷ lệ 64% biết đọc biết viết, cao hơn tỷ lệ trung bình toàn quốc là 59,5%: tỷ lệ cho phái nam là 74%, và tỷ lệ cho phái nữ là 53%. Tại Mallankinaru, 12% dân số nhỏ hơn 6 tuổi.